# Американская федерация труда

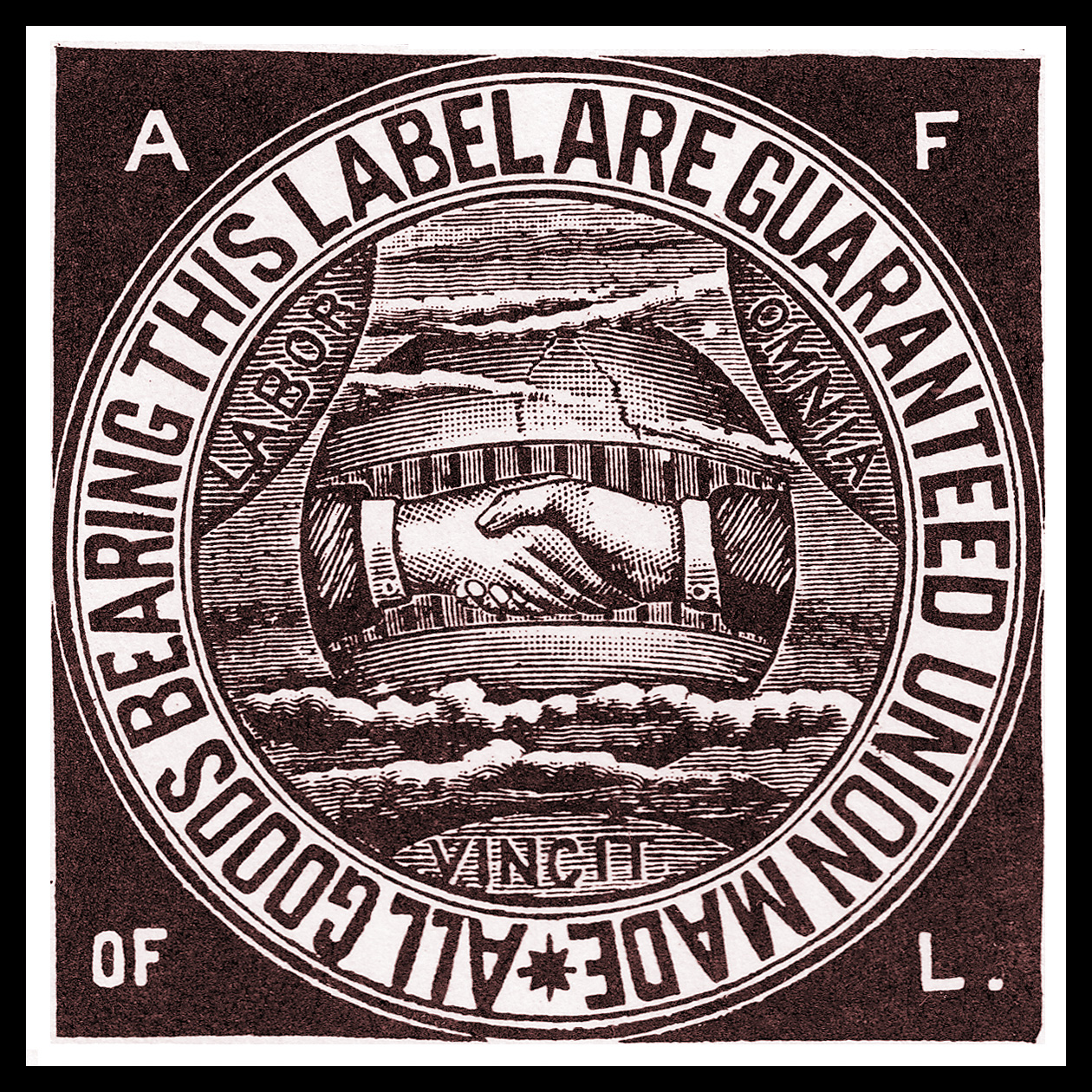
Эмблема с 1894 года

Американская федерация труда, АФТ (англ. American Federation of Labor) — одна из крупнейших профсоюзных организаций США, существовавшая в 1886—1955 годах, с 1955 ставшая частью объединения Американская федерация труда — Конгресс производственных профсоюзов.

## История
Основана в 1881 году группой цеховых профсоюзов, вышедших из организации «Рыцари труда», и была возглавлена американским мастеровым Сэмюэлем Гомперсом. Первоначально именовалась Федерацией организованных профсоюзов США и Канады. В 1886 году переименована в Американскую федерацию труда. АФТ сыграла значительную роль в борьбе за 8-часовой рабочий день и заложила основу практики последующего американского тред-юнионизма. 
Основатель АФТ С. Гомперс изначально противопоставлял АФТ социалистическому движению, утверждая, что для рабочих важны не теории, а реальные материальные достижения. Консервативная верхушка АФТ провозглашала политику классового сотрудничества с предпринимателями (business unionism), противодействовала приёму в профсоюзы неквалифицированных рабочих, женщин, негров, китайцев и новых иммигрантов, побудив в 1935 году более левые профсоюзы объединиться в Конгресс производственных профсоюзов. Вместе с тем АФТ пыталась распространить своё влияние на Латинскую Америку. Для этого в 1918 году была создана Панамериканская федерация труда, призванную объединить профсоюзы десятка латиноамериканских государств и которую возглавил лидер АФТ С. Гомперс.
Лидеры АФТ выступали против принятия советских профсоюзов в Международной федерации профсоюзов в конце 1930-х годов, в 1945 году были против создания Всемирной федерации профсоюзов, а затем приняли активное участие в основании Международной конфедерации свободных профсоюзов.
В 1955 АФТ (примерно 10 млн членов) слилась с Конгрессом производственных профсоюзов (более 5 млн членов), в результате чего было создано профсоюзное объединение Американская федерация труда — Конгресс производственных профсоюзов.

## Президенты Федерации
- Сэмюэл Гомперс — 1886—1894 и 1895—1924
- Джон Мак-Брайд (англ. John McBride (labor leader)) — 1894—1895
- Уильям Грин (англ. William Green (U.S. labor leader)) — 1924—1952
- Джордж Мини — 1952—1955 (после 1955 президент объединения Американская федерация труда — Конгресс производственных профсоюзов)